# Сулик Юрій Романович

Сулик Юрій Романович (13 травня 1994, Калуш, Івано-Франківська область) – актор Незалежного театру «Gershom».

## Біографія
Народився 13 травня 1994 року в місті Калуш, Івано-Франківської області. В 2001 році пішов до школи. Писав вірші, пісні, займався латино-американськими танцями, вільною боротьбою та відвідував аматорський театр, грав у КВК. 
2012-2017 — Львівський національний університет імені Івана Франка, спеціальність “Актор театру та кіно” (курс Олега Стефана). 
З 2016 по 2018 рр. штатний актор Львівського академічного драматичного театру імені Лесі Українки. 

## Акторські роботи в театрі
Львівський академічний драматичний театр імені Лесі Українки
- 2015 –  «Великий льох» (реж. Євген Худзик)
- 2015 – «Декамерон»: день третій, оповідка десята – день сьомий, оповідка перша (реж. Євген Худзик)
- 2015 – Блазень, «У пошуках короля Ліра: Верді» (спільний проект управління культури Львівської міської ради, Львівського академічного драматичного театру імені Лесі Українки, ГО «Народна допомога», Інституту екуменічних служб Українського католицького університету та  Фундації «JUTROPERA» (Польща)
- 2016 – проект Сашка Брами «Осінь на Плутоні»
- 2016 – Кіт, житель міста, сімейний мюзикл «Зачарована принцеса» (реж. Олена Сєрова-Бондар)
- 2017 – Острожин, вистава-дослідження за мотивами драма «Блакитна троянда» «Любов)» (реж. Артем Вусик)
- 2017 – Муцій, Лепід, пауза між нотами за п`єсою Альбера Камю «Калігула» (реж. з.д.м. України Олексій Кравчук)

## Участь у фестивалях та проектах
- 2013 – документальна вистава про сучасну систему освіти в Україні «Диплом» (реж. Сашко Брама)
- 2013 – сценічний перформенс «iDream» за мотивами реальної історії музиканта FreddyMarxStreet (реж. Сашко Брама; проект здійснено в рамках існування драматургічно-режисерської лабораторії «Діалог» при театрі імені Леся Курбаса)
- 2013 – сценічне читання п’єси «Прощальна вечірка» Романа Горбика (в рамках IV Фестиваль сучасної драматургії «Драма.UA»)
- 2013 — Фестиваль театрального мистецтва «Мрій-дім» (Прилуки, Україна)
- 2014 — Фестиваль театрального мистецтва «Мрій-дім» (Прилуки, Україна)
- 2014 – сценічне читання «Майстер і Маргарита» (спільний польсько-український театральний проект за участі Studio Teatralne Koło та Львівського академічного театру імені Леся Курбаса)
- 2015 — Фестиваль театрального мистецтва «Мрій-дім» (Прилуки, Україна)
- 2016 – вертеп та вистава «Сніг у Флоренції» (Флоренція, Італія)
- 2016 – пластична феєрія «Бібліа» в рамках міжнародного фестивалю «Різдвяні лялькові історії» у Львові (реж. Євген Худзик)
- 2016 – алегорія про глобальну міграцію «Гершом: чужинець на чужині» (реж. Сет Баумрін)